# Johann Rudolf Stumpf
Johann Rudolf Stumpf (* 28. August 1530 in Bubikon; † 19. Januar 1592 in Zürich) war ein Schweizer evangelischer Geistlicher und Heimatforscher.

## Leben

### Familie
Johann Rudolf Stumpf war der Sohn des Theologen und Historikers Johannes Stumpf und dessen erster Ehefrau Regula, Tochter von Heinrich Brennwald.
Er heiratete am 9. Mai 1553 Margaretha (* Januar 1539; † Februar 1586), Tochter des Landvogts Esaias Röuchli († 1557), in erster Ehe; gemeinsam hatten sie eine Tochter: 
- Dorothea Stumpf (* 25. Februar 1554 (Taufdatum) in Kilchberg; † 25. Januar 1619 ebenda), verheiratet mit Hans Rudolf Abegg (1550–1599).

In zweiter Ehe war er seit 1586 mit Margaretha Jäger verheiratet.

### Werdegang
Johann Rudolf Stumpf überbrachte 1547 die Dedikationsexemplare der väterlichen Chronik den Regierungen der Urkantone.
Auf Empfehlung des Reformators Heinrich Bullinger an Ambrosius Blarer besuchte er 1545 die Schule in Konstanz und studierte Theologie in Zürich am Collegium Carolinum. 
Im März 1549 reiste er mit dem englischen Exilanten und späteren Bischof von Gloucester, John Hooper, nach England. Mit einer Empfehlung von Heinrich Bullinger an Bartholomew Traheron, Parlamentsabgeordneter für Barnstaple, und an Peter Martyr besuchte er von Mai 1549 bis mindestens Mai 1550, gemeinsam mit Johann Ulmer und später auch mit Christoph Froschauer dem Jüngeren, Vorlesungen am Christ Church College in Oxford; als Ausländer liess er sich nicht in die Matrikel eintragen; während seines Aufenthaltes in Oxford stand er in brieflichem Kontakt mit Heinrich Bullinger. 
Mit Froschauer kehrte er, nach dem Rückruf durch seinen Vater, im Oktober 1551 wieder in die Schweiz zurück, und traf im Januar 1552 bei seinem Vater in Stammheim ein.
Nachdem er 1552 in den Zürcher Kirchendienst aufgenommen worden war, wurde er am 13. Dezember 1552 Vikar in Albisrieden, bevor er im darauffolgenden Jahr 1553 Pfarrer in Kilchberg wurde; 1583 erfolgte seine Ernennung zum Dekan des Seekapitels. 1585 wurde er Pfarrer an der Zürcher Predigerkirche und 1586, als Nachfolger von Ludwig Lavater, Antistes in Zürich. Während seines Wirkens in Zürich war er gemeinsam mit Heinrich Bullinger und Ludwig Lavater um die Bekehrung der Täufer bemüht.
Er erhielt 1566 den Defensor pacis des Marsilius von Padua, ein Werk aus der Zeit des Kampfes zwischen Papst- und Kaisertum um die europäische Vorherrschaft, das seine weltgeschichtliche Wirkung erst im Zeitalter der Reformation entfaltete; das Werk war ein Exemplar der Erstausgabe, das Heinrich Bullinger besass.
Er war ein Jugendfreund des Pfarrers und Lexikographen Josua Maaler.
Er stand mit Paul Floren und, kurz vor dessen Tod, im Schriftverkehr mit Abraham Musculus (1534–1591).

### Schriftstellerisches Wirken
Johann Rudolf Stumpf gab 1586 die historisch-topografische Beschreibung der Eidgenossenschaft seines Vaters neu heraus und hinterliess zahlreiche ungedruckte Predigten, Übersetzungen aus Isokrates, Gutachten und Eingaben und eine Sammlung von loci communes. Er fertigte auch eine Abschrift von Ludwig Lavaters Konzept einer Reformationsgeschichte von 1559.

## Schriften (Auswahl)
- Johannes Reuchlin; Johann Rudolf Stumpf: Clarorum virorum epistolae latinae, graecae & hebraicae. Tiguri: Apud Christophorum Froschouerum, 1558.
- Ludwig Lavater; Johann Rudolf Stumpf: In librum Solomonis qui ecclesiastes inscribitur Ludovici Lavateri, Tigurinae Ecclesiae ministri, commentarius. Tiguri: Apud Christ. Froschouerum, 1584.
- Johann Rudolf Stumpf; Johannes Stumpf: Das ist Beschreybunge gemeiner loblicher Eydgnoschafft Stetten, Landen, Völcker und dero chronickwirdigen Thaaten durch J.-R. Stumpfen von anno 1548 biss auf das 1586 continuiert, an jetzo aber biss auf das gegenwirtige 1606: aussgeführt: Schweytzer Chronick. Zürich 1587.